# Barunka (kniha)
Barunka je román pro děti od Antonína Zápotockého. Napsán byl v roce 1957. Je o dětství Zápotockého matky Barbory Dolejšové. Kniha popisuje Barunčino trápení s bratrem Pepíkem, bídu života v kapitalismu, která je konfrontována s komunistickým nadbytkem. Například Barunka má na hraní pouze dvě polínka do kamen, které si ve své fantazii přetvoří na panenky, nebo se tatínek vrací z práce v noci, a to i na Štědrý večer. V období socialismu šlo o povinnou četbu. Příběh byl i zfilmován v roce 1974.